# Arauca (rzeka)
Arauca – rzeka w Kolumbii oraz Wenezueli o długości 900 km, o powierzchni dorzecza 18 000 km² oraz średnim przepływie 950 m³/s.
Źródła rzeki znajdują się w Andach Północnych, a uchodzi ona do rzeki Orinoko.
Rzeka ta charakteryzuje się dużymi wahaniami stanu wód, a w porze deszczowej jest ona żeglowna na odcinku 600 km.